# Турин — Линготто
Станция Турин — Линготто (итал. Torino Porta Susa) — одна из важнейших железнодорожных станций в Турине. Расположена в туринском районе Линготто, неподалеку от бывшей фабрики концерна Fiat. Рядом со станцией находится станция метро Линготто, открытая 6 марта 2011 года.

## История
Станция открыта в 1910 году, изначально как платформа. Станцией Турин — Линготто стала в 1960 году. Тогда же было построено здание вокзала для пассажиров.
В 1970 году, в связи с заметным (более чем на 10 процентов) увеличением количества поездов, проходящих через станцию в течение суток (с 240 до 270 за несколько лет), были увеличено число путей, а также проложен второй путь до станции Трофарелло (на железной дороге Турин — Генуя).
В 1980 году было снесено старое здание вокзала, и к 1984 году было построено новое, более вместительное. Открыто оно было 20 февраля 1984 года.

## Будущее
Предполагается, что в будущем часть поездов южного направления не будет доезжать до станции Турин — Порта-Нуова, а будут иметь конечной станцией Турин — Линготто, значение которой в железнодорожном сообщении Турина увеличится.